# Zlatko Dobrič
Zlatko Dobrič, slovenski pevec zabavne glasbe, * 31. oktober 1962, Ljubljana
Od leta 2010 se ukvarja predvsem z gostinstvom, ob tem še vedno občasno nastopa in ustvarja.

### Igralstvo
Leta 1975 je kot deček nastopil v slovenski nadaljevanki Utonilo je sonce, posneti po scenariju Pavleta Zidarja, in sicer v glavni vlogi Kukavičjega Mihca. Leta 1978 je igral v dramski predstavi SNG Drama Osvoboditev Skopja Dušana Jovanovića.

### Petje
Sredi osemdesetih let dvajsetega stoletja je vstopil v svet glasbe, ko se je pričel prijavljati na različna radijska tekmovanja (npr. Pop delavnica '88). Profesionalno se je z glasbo pričel ukvarjati konec osemdesetih. 
Največji uspeh je dosegel s skladbo "Ne joči Ančica", prodano v skoraj 100.000 izvodih. V času svoje kariere je izdal več kot 20 solističnih albumov. 
Bil je eden naših najbolj prodajanih pevcev, saj so se mnogi izmed njegovih albumov prodali v rekordno velikih nakladah, za katere je prejemal zlate in platinaste plošče. S svojimi uspešnimi koncerti je napolnil tudi vse večje slovenske športne dvorane (Hala Tivoli Ljubljana, Dvorana Tabor, Golovec Celje, Marof Novo Mesto in druge). 

## Zasebno
Od leta 1985 je poročen z Ljiljano. Imata sina in hčer. Bil je vratar za nogometni klub Ilirija iz Ljubljane.

## Diskografija
- Ne odhajaj (1988)
- Piši mi, Marie (1989) (ZKP RTV Slovenija)
- Zlatko 9 (1990)
- Sedem dolgih let (1991) (ZKP RTV Slovenija)
- Ni važno, če govorijo (1992) (ZKP RTV Slovenija)
- Ti boš moja ribica (1993) (ZKP RTV Slovenija)
- Vino in kitara (1994) (ZKP RTV Slovenija)
- Največje uspešnice (1995) (ZKP RTV Slovenija)
- Naj se sliši, naj se ve (1996) (Založba Mandarina, Šmarje Sap)
- Ostaniva prijatelja (1997) (Založba Mandarina, Šmarje Sap)
- Ne jočite, angeli (1998) (Založba Mandarina)
- Milijonar (1999) (Založba Mandarina, Šmarje Sap)
- Lumparija (2000) (Nika Records, Ljubljana)
- Če zadel bi jaz na lotu (2001) (Založba Mandarina, Šmarje Sap)
- Za dušo in veselje (2002) (Dallas Records, Ljubljana)
- Dviga mi se tlak (2003) (Dallas Records, Ljubljana)
- Nekoč v oktobru (2004) (Založba Mandarina, Šmarje Sap)
- Policajka (2005) (Založba Mandarina)
- Ne krivim te (2007) (Založba Mandarina, Šmarje Sap)
- Mehankar; 2010 (samozaložba)